# Hasso von Wedel
Hasso von Wedel (20. listopadu 1898 – 3. ledna 1961) byl německý důstojník za druhé světové války, který dosáhl hodnosti Generalmajor (Generálmajor). Známým se stal díky svému působení jako velitel oddělení pro propagandu Wehrmachtu (Abteilung für Wehrmachtpropaganda) na vrchním velení Wehrmachtu (OKW). Mimo jiné byl i držitelem rytířského kříže válečného záslužného kříže.

## Shrnutí vojenské kariéry

### Data povýšení
- Fähnrich - 10. srpen, 1916
- Leutnant - 24. prosinec, 1916
- Oberleutnant
- Hauptmann
- Major
- Oberstleutnant - 1. únor, 1939
- Oberst - 1. duben, 1940
- Generalmajor - 1. září, 1943

### Významná vyznamenání
- Rytířský kříž válečného záslužného kříže s meči
- Pruský železný kříž I. třídy (první světová válka)
- Pruský železný kříž II. třídy (první světová válka)
- Brémský hanzovní kříž (první světová válka)
- Kříž cti
- Válečný záslužný kříž I. třídy s meči
- Válečný záslužný kříž II. třídy s meči
- |  |  |  Služební vyznamenání Wehrmachtu I. až IV. třídy